# Kortne Ford
Kortne Ford (Olathe, Kansas, Estados Unidos; 26 de enero de 1996) es un futbolista estadounidense. Juega de defensa central y su equipo actual es el Sporting Kansas City II de la MLS Next Pro.

## Trayectoria

### Universidad
Formado en las inferiores del Colorado Rapids de la Major League Soccer, Ford jugó cuatro años al fútbol universitario para los Denver Pioneers de la Universidad de Denver, entre el 2014 y el 2016. Jugó 62 encuentros y anotó cinco goles.

### Profesionalismo
Ford fichó por el Colorado Rapids como jugador de cantera el 6 de enero de 2017. Debutó profesionalmente el 9 de abril en la derrota por 3-1 ante el Sporting Kansas City. Anotó su primer gol profesional el 27 de mayo de 2017, el gol de la victoria por 1-0 ante Kansas City.
Se perdió el comienzo de la temporada 2018 debido a una lesión y regresó a las canchas el 1 de julio de 2018, en la victoria por la mínima ante Vancouver Whitecaps.
El 14 de enero de 2022, se anunció su fichaje por un año en el Sporting Kansas City.

## Clubes
| Club                          | País           | Año           |
| ----------------------------- | -------------- | ------------- |
| Denver Pioneers (Universidad) | Estados Unidos | 2014-2016     |
| Colorado Rapids               | Estados Unidos | 2017-2021     |
| San Antonio FC (préstamo)     | Estados Unidos | 2021          |
| Sporting Kansas City          | Estados Unidos | 2022-2023     |
| Sporting Kansas City II       | Estados Unidos | 2024-presente |